# 基思
人名为基思（英語：Keith）的有：
- 基思·克拉奇
- 基思·埃里克森
- 基思·范霍恩
- 基思·詹姆斯·萊德勒
- 基思·約翰斯通
- 基思·約瑟夫
- 基思·奧伯曼

|  | 本页或本分段罗列了有着相同名的人物，如果是一个内链将您引导到本页，您可能愿意通过点击对应的链接到达想要的条目。 |